# Franco Harris
Franco Harris (Fort Dix, New Jersey; 7 de marzo de 1950-Sewickley, Pensilvania; 20 de diciembre de 2022) fue un jugador profesional estadounidense de fútbol americano que jugaba en la posición de running back.

## Biografía
Hijo del soldado Cal Harris, que participó en la Segunda Guerra Mundial y de Gona Parenti Harris, madre italiana que pasó a ser novia de guerra cuando terminó la Segunda Guerra Mundial. Se graduaría de la Rancocas Valley Regional High School en Mount Holly Township, New Jersey en 1968.

## Carrera

### Universidad
Ingresaría a la Penn State University, y jugaría con los Nittany Lions. Al principio era el suplente del All-America running back Lydell Mitchell, y en su segunda temporada acumuló 2,002 yardas terrestres con 24 touchdowns y promedío 5 yardas por acarreo, y también atrapó 28 pases para 352 yardas y 1 touchdown. Fue el líder anotador del equipo en 1970.

### NFL

#### Pittsburgh Steelers
Fue seleccionado por los Pittsburgh Steelers en primera ronda del Draft de la NFL de 1972 en la posición 13 general. Harris fue elegido como el NFL Rookie of the Year  por The Sporting News y como NFL Offensive Rookie of the Year por Associated Press. En su primera temporada acululó 1,055 yardas en 188 acarreos, como un promedio de yardas de 5.6, con 10 touchdowns y una recepción de touchdown. Fue muy popular en Pittsburgh por parte de la población italo-americana: sus aficionados, incluido el "Brigadier General" Frank Sinatra, lo llamaban "Franco's Italian Army" y llevaban cascos con su número.
Harris fue elegido para 9 Pro Bowl consecutivos (1972–1980), y fue All-Pro en 1977. Harris corrío para más de 1,000 yardas en ocho de esas temporadas, rompiendo el récord de Jim Brown. La ofensiva de Harris con Rocky Bleier se combinaron con una fuerte defensa para ganar cuatro Super Bowls en 1974, 1975, 1978 y 1979. El 12 de noviembre de 1975 ganó el premio MVP del Super Bowl IX luego de correr para 158 yardas y 1 touchdown en 34 acarreos para la victoria 16–6 ante los Minnesota Vikings. Harris fue el primer atleta de color y el primer Italo-Americano en ser nombrado MVP del Super Bowl. Harris fue el que más contribuyó para los Steelers en esas primeras cuatro victorias del Super Bowl. En total en el Super Bowl tuvo 101 acarreos para 354 yardas y sus cuatro touchdowns terrestres son la segunda mayor cantidad en la historia del Super Bowl.
Por esa razón Harris extendío su carrera como contribución para los objetivos del equipo (incluyendo las cuatro victorias de Super Bowl) pero se quejó de los contactos innecesarios.

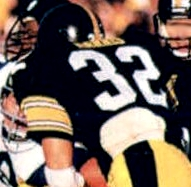
Harris corriendo el balón con los Steelers en el Super Bowl XIV.

Con el retiro de O.J. Simpson en 1979, Harris pasó a ser el líder correedor entre los jugadores activos. En 1983 Harris y Walter Payton estuvieron cerca del récord de Jim Brown, y Harris llamó a la familia Rooney por un aumento salarial. Luego de que la carrera de Harris iba hacia abajo, se negaron y Harris se fue. Los Steelers lo dejaron en libertad en 1984 y firmó con los Seattle Seahawks en esa temporada. Jugó ocho partidos con el equipo en ese año, donde solo sumó 170 yardas antes de retirarse (quedó a 192 yardas del récord de Jim Brown).
En sus primeras 13 temporadas como profesional, Harris obtuvo 12,120 yardas (tercero de todos los tiempos) en 2,949 acarreos para un promedio de 4.1 por acarreo, y anotó 91 touchdowns por tierra (tercero histórico). También atrapó 307 pases para 2,287 yardas, con un promedio de 7.4 yardas por recepción, y 9 touchdowns. Las 12,120 yardas de por vida de Harris lo tiene actualmente entre los primeros 15 de la lista de todos los tiempos, y sus 91 touchdowns terrestres de por vida lo tiene entre los mejores 10 empatado con Jerome Bettis.
Harris fue el jugador clave para una de las jugadas históricas en la NFL, llamada la "Recepción Inmaculada" por el comentarista de Pittsburgh Myron Cope. En el partido del playoff de 1972 ante los Oakland Raiders cuando los Steelers iban perdiendo 
por 7–6 con 22 segundos en el reloj Terry Bradshaw lanza un pase para John Fuqua, cerca del defensivo Jack Tatum que buscaba tacklear a Fuqua. Harris atrapó el balón cuando éste estuvo cerca de tocar el suelo cerca de la zona de gol para ganar el partido. Esa fue la primera victoria de los Steelers en playoff. Los Raiders retaron el touchdown aduciendo que Fuqua tenía el balón antes de Harris, los que invalidaba la anotación de ese entonces que decía que dos jugadores ofensivos no podían tocar el balón en una recepción de pase. Los Steelers dijeron que Tatum también tocó el balón. De acuerdo con el archivo del Pro Football Hall of Fame, la revisión de la jugada no fue concluyente. El linebacker de los Raiders Phil Villapiano aceptó la crítica de Harris luego de que él dijera que estaba en posición de recibir el balón por pereza, pero vio que Harris estaba abajo porque los Raiders forzaron a Bradshaw a salir de la bolsa de protección, y se ve que corre antes de atrapar el balón por inercia.

#### Seattle Seahawks
Jugó sus primeras 12 temporadas en la NFL con los Steelers; y su última temporada con los Seahawks.

## Tras el retiro

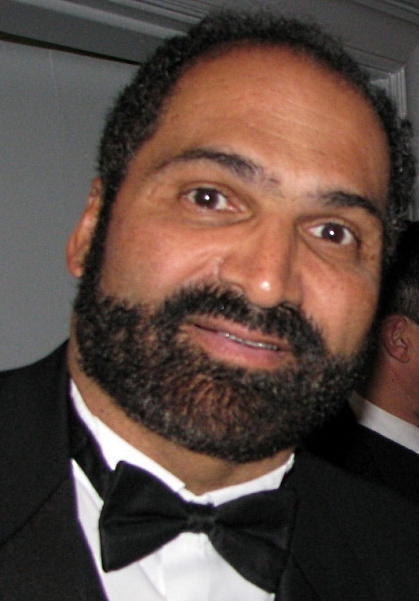
Harris en 2009.

Fue inducido al Pro Football Hall of Fame en 1990. Harris aparece en el comercial de los 100 años de la NFL recreando la Recepción Inmaculada con Terry Bradshaw.
Cuando los Steelers habían retirado oficialmente solo dos números, (El 70 de Ernie Stautner y el 75 de Joe Greene,), pensaron en retirar el 32 de Harris cuando dejó al equipo. En septiembre de 2022 los Steelers anunciaron que retirarían el número de Harris el 24 de diciembre de 2022, en el evento para celebrar el 50° aniversario de la "Recepción Inmaculada".

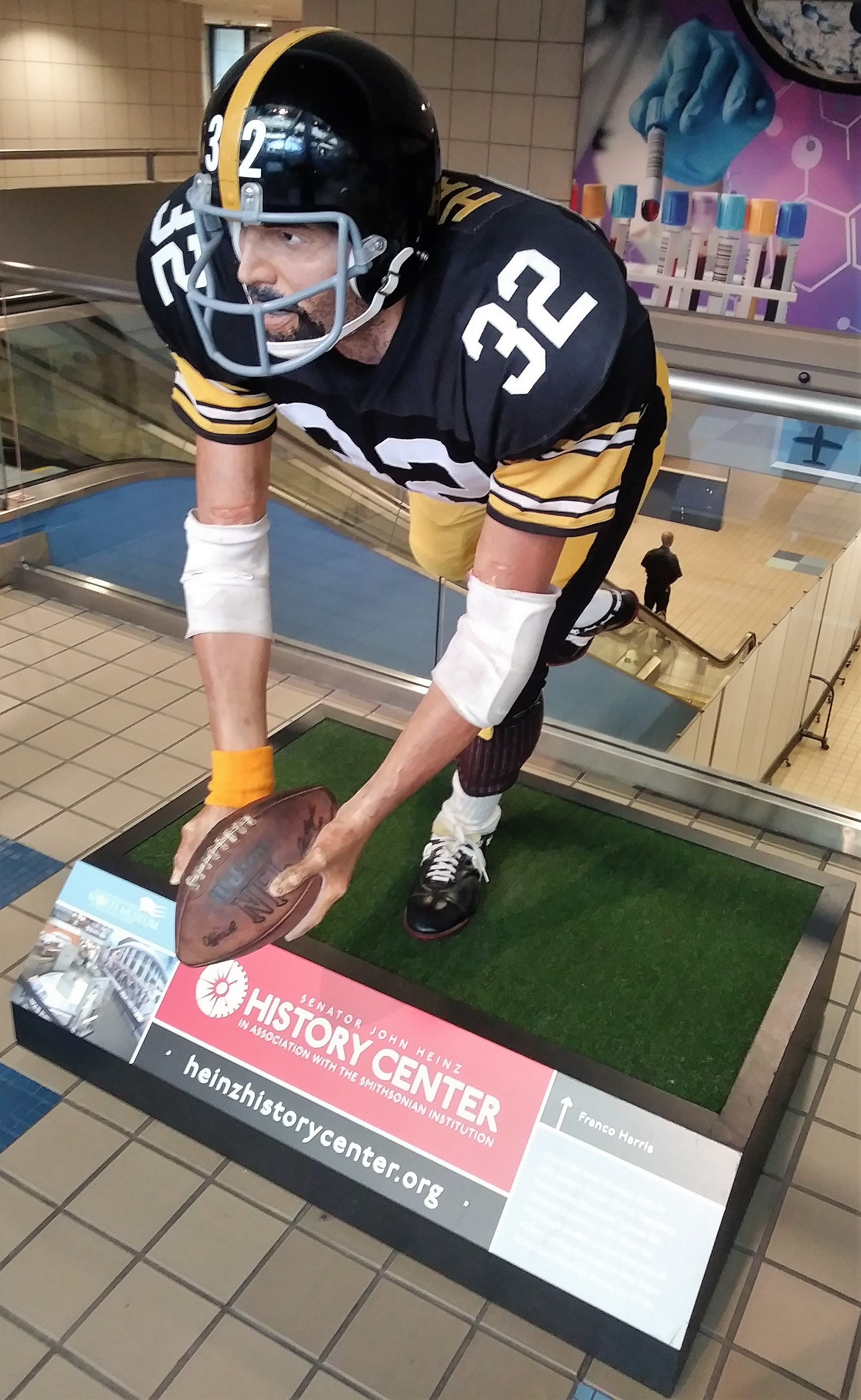
Estatua de Harris haciendo la "Recepción Inmaculada" en el Pittsburgh International Airport.

En 1984 recibió el Golden Plate Award por la American Academy of Achievement. En 1999 fue ubicado en la posición 83 por The Sporting News' entre los 100 jugadores más grandes del fútbol americano. En 2006 el Heinz History Center, sede del Western Pennsylvania Sports Museum, instaló una estatua tamaño real de Harris para el concurso en el Aeropuerto Internacional de Pittsburgh, la cual es una recreación de la "Recepción Inmaculada". Fue inducido al Salón de la Fama de New Jersey en 2011.
Harris y su compañero de universidad Lydell Mitchell en Penn State fueron dueños de Super Bakery, compañía fundada en 1990 en producir alimentos para los niños en escuelas. La empresa pasó a llamarse RSuper Foods en 2006. RSuper Foods produce la Super Dona que se sirve para estudiantes de escuelas públicas en el este de Estados Unidos. Harris y Mitchell también se asociaron para el rescate en 1996 de la Parks Sausage Company en Baltimore, la primera compañía perteneciente a afroamericanos en Estados Unidos.
En 2007 Harris se une a un representante para un plan con el Harrah's/Forest City Enterprises casino para instalarse en los suburbios de Pittsburgh.
En agosto de 2008 Harris asiste a la convención del Partido Demócrata de 2008 en Denver, Colorado como parte de la delegación de Pensilvania. Harris votó por Barack Obama el 15 de diciembre de 2008 como uno de los 21 puestos demócratas de Pensilvania.
En enero de 2011 Harris se vuelve copropietario del Pittsburgh Passion. En ese mismo año Harris trabajó con The Meadows Racetrack and Casino antes de suspender relaciones luego del apoyo de Harris hacia Joe Paterno, su entrenador cuando estaba con Penn State durante el escándalo de abuso sexual infantil.

## Vida personal
Su hijo Franco "Dok" Harris, fue candidato a alcalde de Pittsburgh en 2009 y terminó en segundo lugar con el 25% de los votos. Su hermano menor Pete Harris, también jugó fútbol americano con Penn State; murió de un ataque cardiaco el 15 de agosto de 2006 a los 49 años.
Harris fue parte de la junta administrativa del Penn State's Center for Food Innovation, y en el otoño de 2009 fue nombrado profesor  en el Penn State's School of Hospitality Management. Se ivolucró, y luego fue proveedor del Penn Staters for Responsible Stewardship, un grupo de miembros de Penn State.

### Muerte
Harris murió en su casa en Sewickley, Pensilvania el 20 de diciembre de 2022 a los 72 años. Murió tres días antes del 50° aniversario de la "Recepción Inmaculada". La muerte de Harris es considerada súbita, ya que estaba activo en redes sociales a días de su muerte hablando a los visitantes del Heinz History Center el día previo a su muerte. Él iba a estar en una ceremonia al medio tiempo durante el partido de los Steelers ante Las Vegas Raiders el 24 de diciembre de 2022, con el objetivo de retirar el número 32 que utilizó con los Steelers. La hora de su muerte se compara con la del jugador de los Pittsburgh Pirates y leyenda Willie Stargell, que murió antes de la inauguración del PNC Park en 2001, y solo dos días antes de la develación de su estatua de bronce en el PNC Park de Stargell.

## En la cultura popular
En la novela de 2008 de John Grisham, Playing For Pizza, el fullback de los Parma Panthers es conocido como Franco como homenaje a su héroe, Franco Harris, al que menciona como el "más grande jugador italiano de fútbol americano".
Una versión ficticia de Harris aparece durante el primer episodio de la tercera temporada de This Is Us.